# Speed Freaks
Speed Freaks è un videogioco del genere simulatore di guida sviluppato da Funcom e pubblicato nel 1999 da Sony Computer Entertainment per PlayStation. Distribuito in America settentrionale con il titolo Speed Punks, il titolo è stato paragonato a Crash Team Racing, Mario Kart 64 e Diddy Kong Racing.